# Aanslagen op Franse gevangenissen in april 2025
De aanslagen op gevangenissen in Frankrijk in april 2025 waren een reeks aanslagen uitgevoerd door een kennelijk anarchistische groep,  die zich DDPF noemde. De aanslagen deden zich vooral in twee regio's voor, in Provence-Alpes-Côte d'Azur en in het Île-de-France. DDPF is de afkorting van Défense des droits des prisonniers français, verdediging van de rechten van Franse gevangenen. De aanslagen in Frankrijk begonnen op 13 april 2025 en duurden een aantal dagen. Verschillende gevangenissen, locaties en doelen die te maken hadden met de Franse gevangenis werden het doelwit. Vooral auto’s van gevangenbewaarders werden in brand gestoken. Dat gebeurde op de parkeerplaats van de gevangenissen, maar ook bij hun thuis. Er werd vandalisme gepleegd en brand gesticht, dat door de daders werd gefilmd en waarbij zij graffiti spoten, steeds DDPF.
Het handelt volgens de daders zelf om een vorm van anarchisme gericht tegen de gevangenissen en het gevangenisbeleid in Frankrijk. Doelwit waren de Nationale School voor Gevangenisbeheer, de gevangenissen van Toulon-La Farlède, Nanterre, in Aix-en-Provence, Valence en de zuidelijke regio van Parijs en de woningen van gevangenbewaarders in Marseille. 24 voertuigen werden in brand gestoken en er werden bij de poort van de gevangenis van Toulon-La Farlède ongeveer vijftien kogels afgevuurd.

## DDPF
Hoewel Frankrijk een van de landen in West-Europa is met de grootste cannabisconsumptie, is er wereldwijd een trend in de richting van de legalisering van recreatief gebruik. Duitsland heeft daar goede ervaring mee en de Franse bevolking staat er open voor. Gérald Darmanin, in april 2025 minister van Binnenlandse Zaken verdedigt daarentegen een streng beleid tegen de drugshandel. Hij maakte op 14 april 2025, de dag dat de aanslagen begonnen, een project bekend om nieuwe gevangenissen te bouwen met geprefabriceerde materialen. Hierdoor zou de bouw van veel extra gevangenisplaatsen tegen lage kosten voor de staat en in een sneller tempo kunnen beginnen.
Een paar dagen voor de aanslagen werd er op Telegram een groep opgericht, de DDPF, Verdediging van de Rechten van Franse Gevangenen. Er werden via dit kanaal berichten en bedreigingen uitgewisseld tegen gevangenisbewakers en de Franse gevangenisautoriteiten. Zij stelden daarbij dat hun invloed zich over heel Frankrijk uitstrekte. De activisten van deze groep willen op deze manier onder andere een reactie geven op de overbevolking in de gevangenissen. Er zijn 1,31 keer meer gevangenen dan plaatsen. Zij beweren dat zij geen terroristen zijn, maar dat zij op deze manier handelen om de mensenrechten van gevangenen te verdedigen. 

## Gebeurtenissen
- Zeven voertuigen werden op 13 en 14 april in brand gestoken op de parkeerplaats van de Nationale School voor Gevangenisadministratie in Agen in de Lot-et-Garonne. Diezelfde nacht werd in de gevangenis in de zuidelijke regio van Parijs, in Réau, het voertuig van een vrouwelijke bewaker in brand gestoken.[1]

- Personen openden ongeveer 1 uur 's nachts 15 april het vuur op de gevel van het gevangeniscentrum Toulon-La Farlède in de Var. Een van de gebruikte wapens was een AK-47, waarmee ongeveer vijftien kogels in de gevel werden geschoten. Er zijn auto’s bij de gevangenissen in Nanterre, in Hauts-de-Seine, Aix-Luynes, in Bouches-du-Rhône en Valence, in de Drôme, in brand gestoken. Het opschrift DDPF staat op auto’s op de parkeerplaatsen van de gevangenissen van Nîmes en Luynes gespoten. De auto's van enkele bewakers werden op de parkeerplaats bij hun huis in Marseille in brand gestoken. Er zijn 21 voertuigen in brand gestoken.

- Drie auto's werden rond 05.20 uur van 15 op 16 april bij de gevangenis van Tarascon in brand gestoken. Een ander voertuig van een gevangenisbewaker in Aix-en-Provence werd voor zijn huis in brand gestoken. Er is weer DDPF aangebracht en er werd brand gestoken in het huis van een gevangenbewaarder in Seine-et-Marne.

- De brievenbus van een medewerker van de gevangenis van Amiens is in de nacht van 16 op 17 april is in brand gestoken en een van de wielen van zijn auto is lek gestoken.[5]

## Onderzoek
Het Franse ministerie van Justitie spreekt van gecoördineerde aanslagen. Minister Gérald Darmanin verklaarde op het sociale netwerk X dat de aanslagen uit de criminaliteit rond de drugshandel voortkwamen. Het Nationaal Bureau voor de bestrijding van het terrorisme en de DGSI namen de leiding van het onderzoek op zich. De Franse autoriteiten gaan er geleidelijk toe over er steeds meer de voorkeur aan te geven dat het om een anarchistische groep gaat.
Een eerste mogelijk lid, een voormalige gevangene, werd op 16 april 2025 in de Essonne in het Île-de-France gearresteerd op verdenking van lidmaatschap van de groep.